# Доні Вукшичі
45°25′ пн. ш. 15°00′ сх. д. / 45.41° пн. ш. 15.00° сх. д.
Доні Вукшичі (хорв. Donji Vukšići) — населений пункт у Хорватії, у Приморсько-Горанській жупанії у складі міста Врбовсько.

## Населення
Населення за даними перепису 2011 року становило 13 осіб.
Динаміка чисельності населення поселення:

## Клімат
Середня річна температура становить 8,13 °C, середня максимальна – 21,22 °C, а середня мінімальна – -6,28 °C. Середня річна кількість опадів – 1475 мм.
| Клімат поселення                              | Клімат поселення | Клімат поселення | Клімат поселення | Клімат поселення | Клімат поселення | Клімат поселення | Клімат поселення | Клімат поселення | Клімат поселення | Клімат поселення | Клімат поселення | Клімат поселення | Клімат поселення |
| Показник                                      | Січ.             | Лют.             | Бер.             | Квіт.            | Трав.            | Черв.            | Лип.             | Серп.            | Вер.             | Жовт.            | Лист.            | Груд.            |                  |
| Середній максимум, °C                         | 5,54             | 6,24             | 9,10             | 12,89            | 17,91            | 21,22            | 21,08            | 20,56            | 16,81            | 12,67            | 7,50             | 4,25             |                  |
| Середня температура, °C                       | −0,36            | 0,33             | 3,19             | 6,97             | 12,01            | 15,31            | 17,30            | 16,78            | 13,01            | 8,87             | 3,72             | 0,45             |                  |
| Середній мінімум, °C                          | −6,28            | −5,6             | −2,73            | 1,06             | 6,08             | 9,40             | 13,49            | 12,98            | 9,22             | 5,10             | −0,09            | −3,35            |                  |
| Норма опадів, мм                              | 87               | 91               | 108              | 128              | 114              | 134              | 104              | 116              | 137              | 161              | 167              | 128              |                  |
| Середньомісячна швидкість вітру, м/с          | 2.15             | 2.31             | 2.55             | 2.43             | 2.30             | 2.13             | 2.03             | 2.02             | 2.01             | 2.12             | 2.30             | 2.31             |                  |
| Середньомісячна сонячна радіація, кДж/м²·день | 4259             | 7055             | 10308            | 14593            | 18693            | 20252            | 21646            | 18426            | 13524            | 8817             | 4669             | 3559             |                  |
| --------------------------------------------- | ---------------- | ---------------- | ---------------- | ---------------- | ---------------- | ---------------- | ---------------- | ---------------- | ---------------- | ---------------- | ---------------- | ---------------- | ---------------- |
| Джерело:                                      |                  |                  |                  |                  |                  |                  |                  |                  |                  |                  |                  |                  |                  |